# Rheinfelden (distrikt)
Rheinfelden (distrikt) je distrikt u kantonu Argauu u Švicarskoj. Koji ima : 112.09 km² i 41 487 stanovnika. Ime je dobio po gradiću Rheinfelden.
Ova mjesta pripadaju tom distriktu:

## Okrug Rheinfelden

### H
- Hellikon

### K
- Kaiseraugst

### M
- Magden
- Möhlin
- Mumpf

### O
- Obermumpf
- Olsberg

### R
- Rheinfelden

### S
- Schupfart
- Stein (Argau)

### W
- Wallbach
- Wegenstetten

### Z
- Zeiningen
- Zuzgen